# Шаня
Шаня — река в Смоленской и Калужской областях России, левый приток Угры.
От истока, находящегося на территории Тёмкинского района Смоленской области, до устья небольшой речки Великой именуется Большой Шаней. Длина реки составляет 131 км, площадь водосборного бассейна — 2200 км².

## Этимология
Форма гидронима с окончанием «-ня» характерна для южного Подмосковья.

## Населённые пункты
- Урочище Пречистое
- Урочище Шань
- Деревня Рябики
- Деревня Межетчина
- Деревня Терехово
- Деревня Павлищево
- Деревня Шевнено
- Село Шанский Завод
- Деревня Никулино
- Посёлок Смелый
- Деревня Косицкое
- Деревня Гиреево
- Деревня Гребёнкино
- Деревня Коняево
- Деревня Рокотино
- Деревня Жеребятниково
- Деревня Вотчинка
- Деревня Бородино
- Деревня Ивановское
- Деревня Михальчуково
- Деревня Радюкино
- Деревня Шестово
- Деревня Богданово
- Деревня Горнево
- Посёлок Заволипы
- Деревня Никольское
- Деревня Дорохи
- Деревня Обухово
- Деревня Косатынь
- Деревня Антоново
- Город Кондрово
- Деревня Старое Уткино
- Посёлок городского типа Полотняный завод
- Деревня Дурнево
- Деревня Бахтинка
- Деревня Никольское
- Посёлок городского типа Товарково

## Данные водного реестра
По данным государственного водного реестра России относится к Окскому бассейновому округу, водохозяйственный участок реки — Угра от истока до устья, речной подбассейн реки — бассейны притоков Оки до впадения Мокши. Речной бассейн реки — Ока.

### Притоки
(указано расстояние от устья)
- 9,6 км: река Суходрев (лв)
- 28 км: река Самородка[5] (пр)
- 50 км: река Городенка (пр)
- река Андреевка (пр)
- 71 км: река Костижа (пр)
- 87 км: река Трубенка (лв)
- 115 км: река Рудня (лв)